# Reinaldo Pineda
Reinaldo Pineda (6 agosto 1978) è un ex calciatore honduregno, di ruolo centrocampista.

## Carriera

### Nazionale
Ha partecipato alla Copa América 2001.